# 天山汉墓
天山汉墓，位于江苏省扬州市邗江区，是中华人民共和国江苏省文物保护单位之一。
天山漢墓原位於今高邮市送桥镇的天山，自1979年5月起發掘，歷時2年。該墓為西汉時期廣陵厲王劉胥的墓葬，形制為黄肠题凑。
1982年3月25日，授予江苏省文物保护单位，是一座古墓葬。
天山漢墓發掘後整體遷移至扬州市区东北郊象鼻桥以东高冈，建為博物馆，即扬州汉陵苑，又稱扬州汉广陵王墓博物馆。

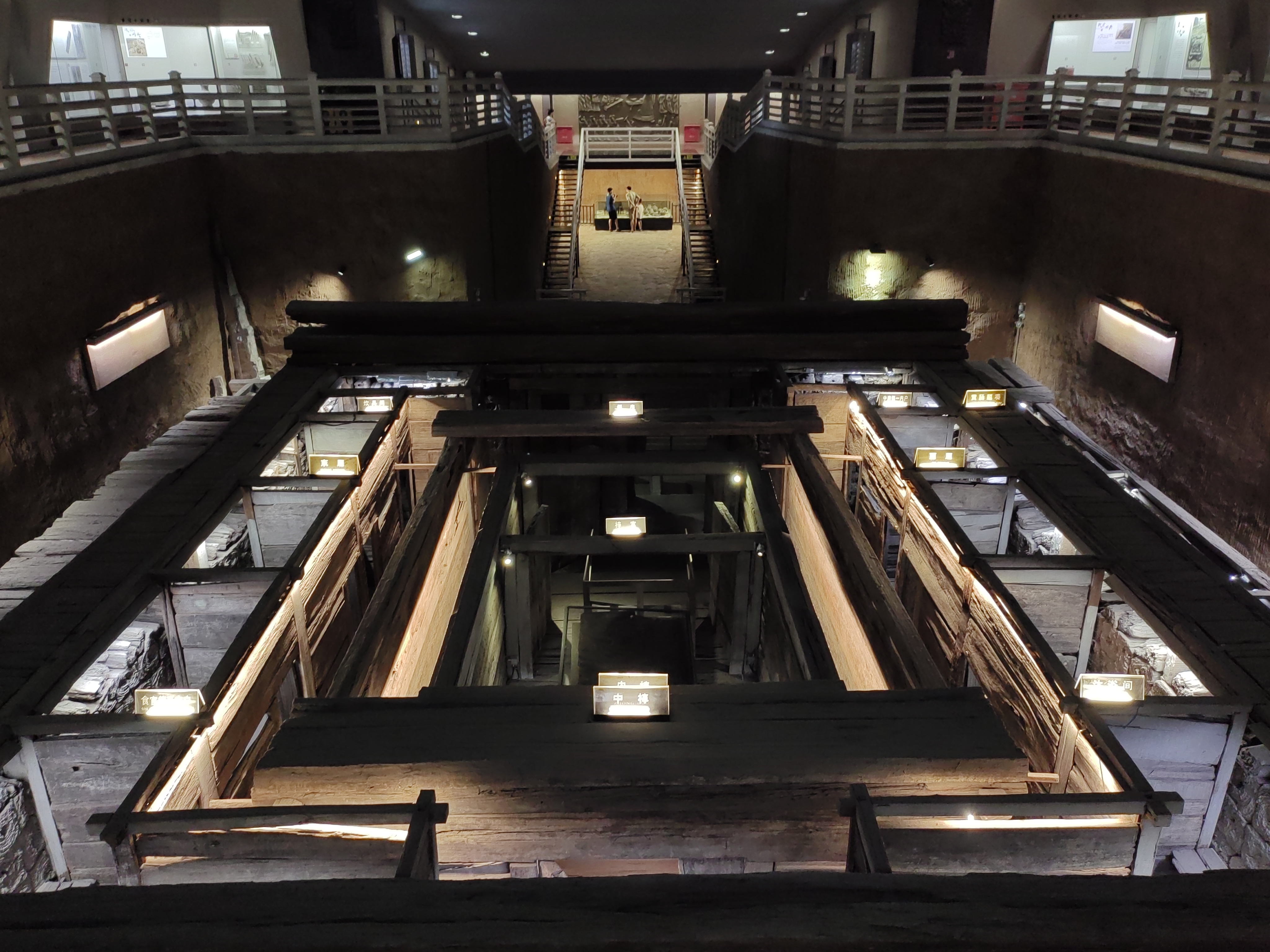
廣陵王墓室上部
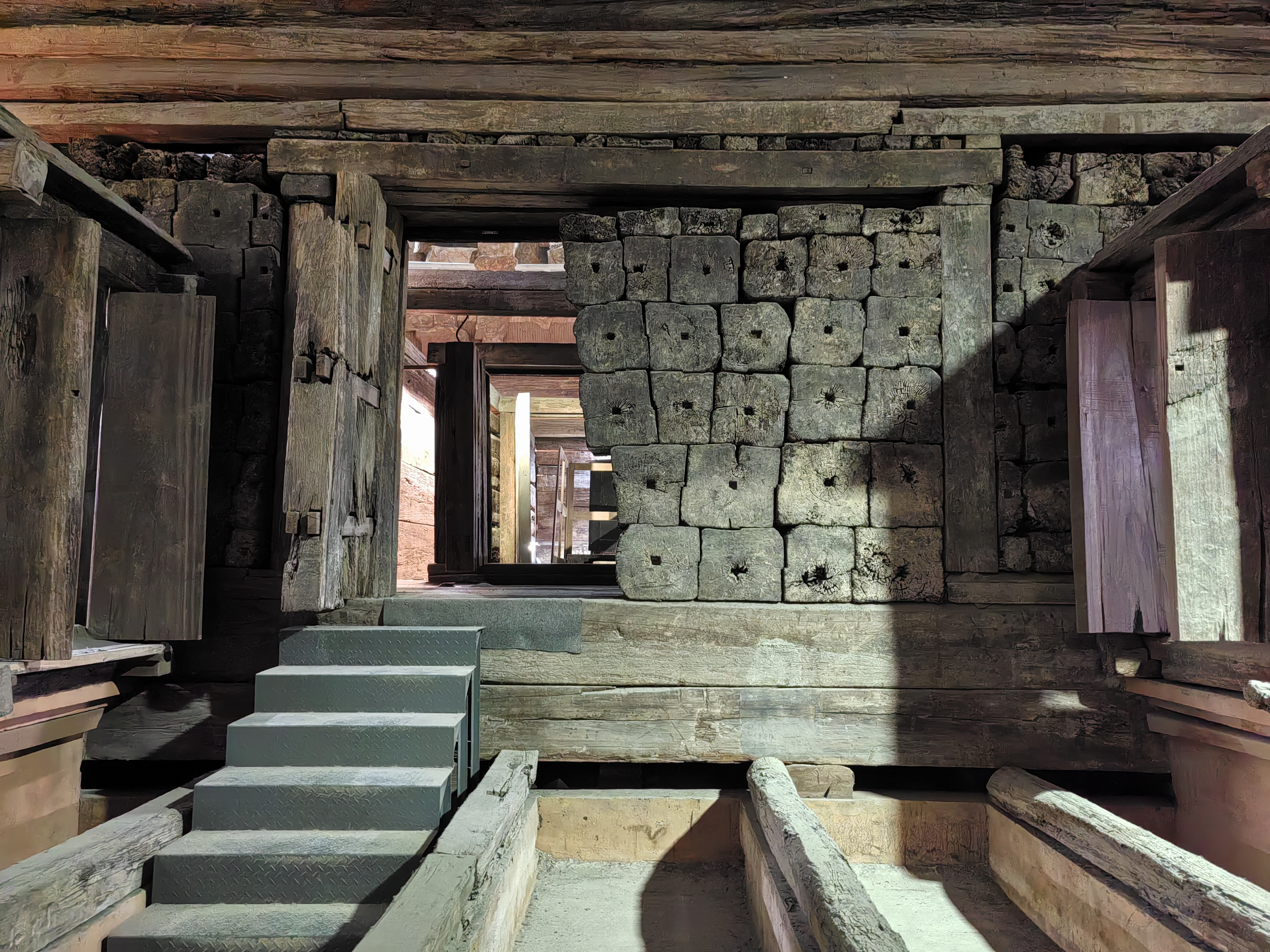
廣陵王墓室前部
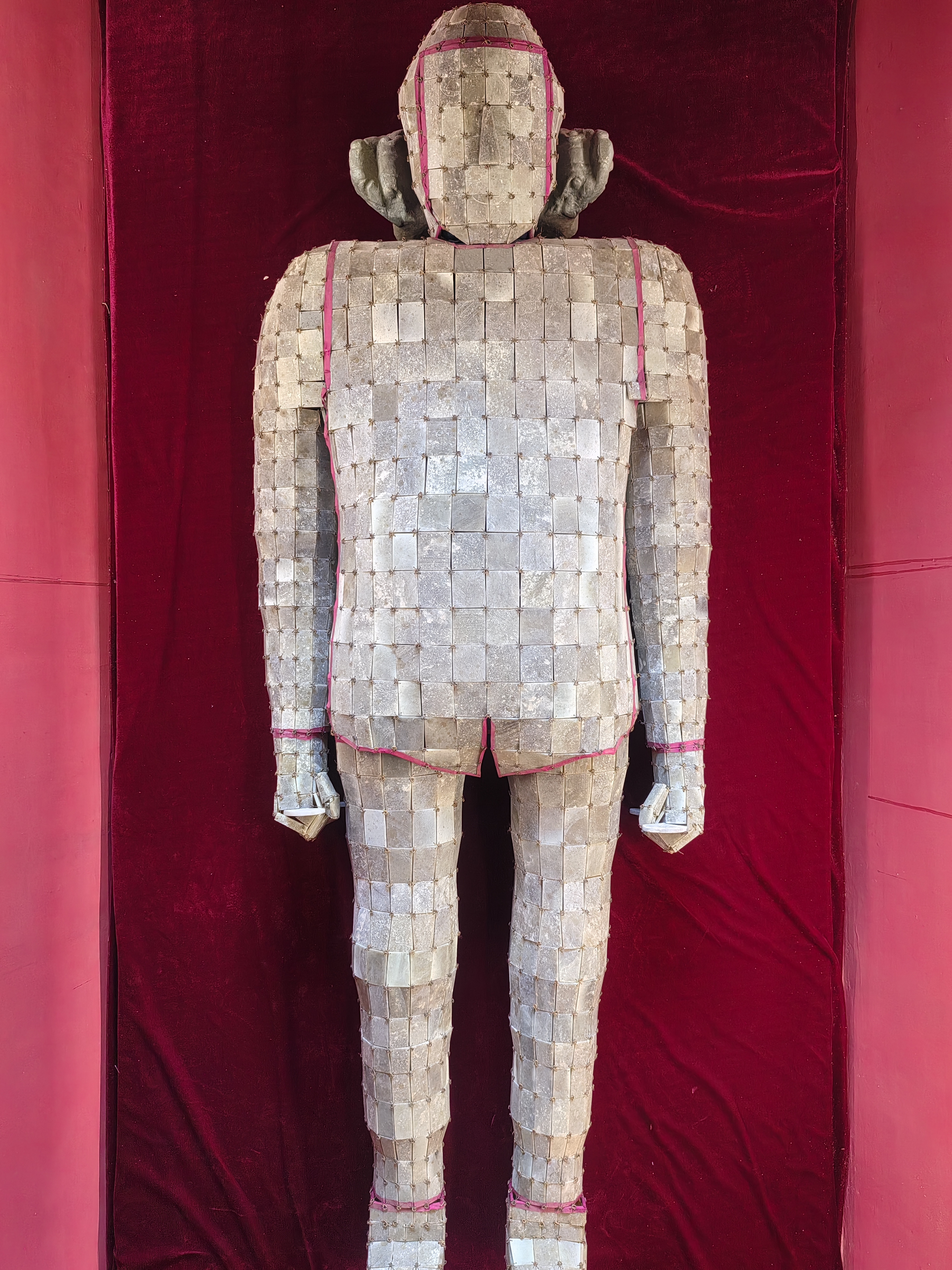
廣陵王金縷玉衣
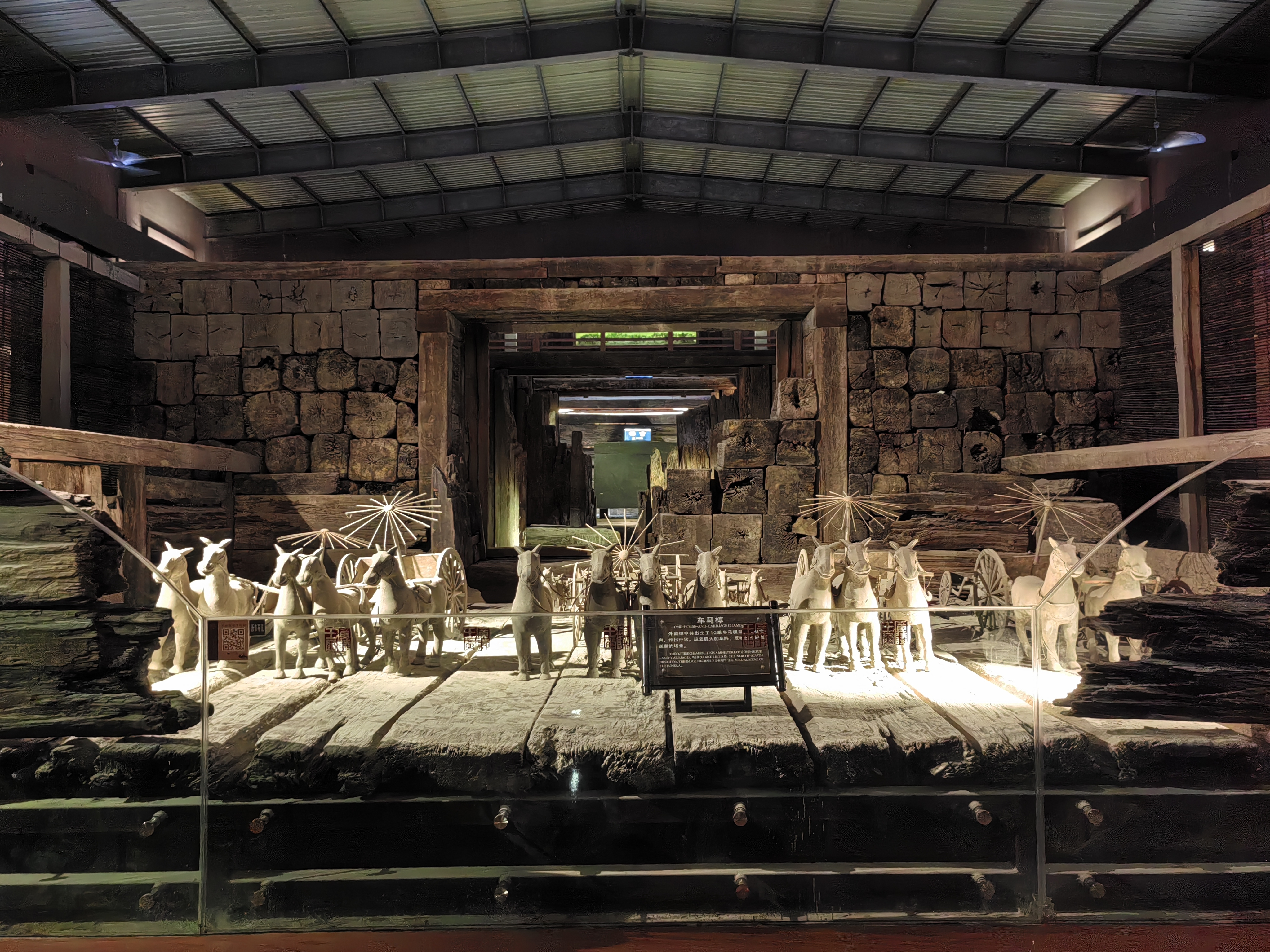
廣陵王后墓室

### 引用
1. 1 2  . 江蘇省情網. 2015-05-13.
2. ↑  肖维琪. . 今日高郵. 2018-12-23  [2025-01-26]. （原始内容存档于2023-12-09）.
3. ↑  . 江苏省地方志.   [2012-04-15]. （原始内容存档于2012-12-04）.
4. ↑  . 扬州汉陵苑.   [2025-01-26]. （原始内容存档于2023-06-07）.